# Ko Itakura
Ko Itakura (板倉 滉, Itakura Ko, Yokohama, 27 januari 1997) is een Japans voetballer die onder contract staat bij Ajax. Tussen 2019 en 2021 speelde Itakura al in Nederland voor FC Groningen, dat hem toen huurde van Manchester City.

## Carrière
Ko Itakura speelde tot 2015 in de jeugd van Kawasaki Frontale, waar hij van 2015 tot 2018 in het eerste elftal speelde maar weinig in actie kwam. Hij scoorde zijn enige doelpunt voor Kawasaki op 1 maart 2017, in de met 1-1 gelijkgespeelde uitwedstrijd in de AFC Champions League tegen Eastern Sports Club. In 2015 speelde hij twee wedstrijden in de J3 League voor een selectieteam van spelers uit de J1 en J2 League onder 22 jaar, wat bestond als voorbereiding op de Olympische Spelen van 2016. In het seizoen 2018 werd hij verhuurd aan Vegalta Sendai, waar hij meer in actie kwam en in een jaar drie doelpunten scoorde. In januari 2019 werd hij door Manchester City gekocht van Kawasaki, en direct verhuurd aan FC Groningen. Na twee seizoenen in Groningse dienst, waarin hij in 56 duels één keer het doel trof, werd hij verhuurd aan Schalke 04. Schalke promoveerde aan het einde van het seizoen en had een koopoptie, maar lichtte die niet. In de zomer van 2022 werd hij gekocht door Borussia Mönchengladbach.
Op 7 augustus 2025 tekende Itakura een vierjarig contract bij Ajax, nadat zijn contract bij Borussia Mönchengladbach afliep.

## Japans elftal
Itakura werd in 2013 voor het eerst voor een Japanse jeugdselectie gekozen. In 2019 maakte hij zijn debuut voor het Japanse nationale team. In 2022 maakte hij deel uit van de selectie voor het WK. In de eerste wedstrijd van het WK tegen Duitsland gaf hij de assist voor het winnende doelpunt.

## Statistieken

### Club
| Seizoen                                                             | Club                     | Land           | Competitie     | Competitie | Competitie | Beker | Beker | Internationaal | Internationaal | Overig* | Overig* | Totaal | Totaal |
| Seizoen                                                             | Club                     | Land           | Competitie     | Wed.       | Dlp.       | Wed.  | Dlp.  | Wed.           | Dlp.           | Wed.    | Dlp.    | Wed.   | Dlp.   |
| ------------------------------------------------------------------- | ------------------------ | -------------- | -------------- | ---------- | ---------- | ----- | ----- | -------------- | -------------- | ------- | ------- | ------ | ------ |
| 2015                                                                | Kawasaki Frontale        | Japan          | J1 League      | 0          | 0          | 0     | 0     | –              | –              | 0       | 0       | 0      | 0      |
| 2015                                                                | → J.League –22           | Japan          | J3 League      | 2          | 0          | –     | –     | –              | –              | –       | –       | 2      | 0      |
| 2016                                                                | Kawasaki Frontale        | Japan          | J1 League      | 2          | 0          | 3     | 0     | –              | –              | 2       | 0       | 7      | 0      |
| 2017                                                                | Kawasaki Frontale        | Japan          | J1 League      | 5          | 0          | 3     | 0     | 3              | 1              | 4       | 0       | 15     | 1      |
| 2018                                                                | → Vegalta Sendai         | Japan          | J1 League      | 24         | 3          | 4     | 0     | –              | –              | 4       | 0       | 32     | 3      |
| 2018/19                                                             | Manchester City          | Engeland       | Premier League | 0          | 0          | 0     | 0     | 0              | 0              | 0       | 0       | 0      | 0      |
| 2018/19                                                             | → FC Groningen           | Nederland      | Eredivisie     | 0          | 0          | 0     | 0     | –              | –              | –       | –       | 0      | 0      |
| 2019/20                                                             | → FC Groningen           | Nederland      | Eredivisie     | 22         | 0          | 1     | 0     | –              | –              | 0       | 0       | 23     | 0      |
| 2020/21                                                             | → FC Groningen           | Nederland      | Eredivisie     | 34         | 1          | 1     | 0     | –              | –              | 1       | 0       | 36     | 1      |
| 2021/22                                                             | → Schalke 04             | Duitsland      | 2. Bundesliga  | 31         | 4          | 1     | 0     | –              | –              | –       | –       | 32     | 4      |
| 2022/23                                                             | Borussia Mönchengladbach | Duitsland      | Bundesliga     | 24         | 0          | 1     | 0     | –              | –              | –       | –       | 25     | 0      |
| 2023/24                                                             | Borussia Mönchengladbach | Duitsland      | Bundesliga     | 20         | 3          | 2     | 0     | –              | –              | –       | –       | 22     | 3      |
| 2024/25                                                             | Borussia Mönchengladbach | Duitsland      | Bundesliga     | 31         | 3          | 2     | 1     | –              | –              | –       | –       | 33     | 4      |
| Carrièretotaal                                                      | Carrièretotaal           | Carrièretotaal | Carrièretotaal | 195        | 14         | 17    | 1     | 3              | 1              | 12      | 0       | 227    | 16     |
| *Bevat wedstrijden uit de J-League Cup en het Suntory Championship. |                          |                |                |            |            |       |       |                |                |         |         |        |        |
| Bijgewerkt op 25 juni 2025                                          |                          |                |                |            |            |       |       |                |                |         |         |        |        |

### Interlands
| Japans voetbalelftal | Japans voetbalelftal | Japans voetbalelftal |
| Jaar                 | Wed.                 | Dlp.                 |
| -------------------- | -------------------- | -------------------- |
| 2019                 | 3                    | 0                    |
| Totaal               | 3                    | 0                    |

1 Omlin  ·
2 Chiarodia ·
3 Itakura ·
5 Friedrich ·
7 Stöger ·
8 Weigl ·
9 Honorat ·
10 Neuhaus ·
11 Kleindienst ·
13 Fukuda ·
14 Pléa ·
16 Sander ·
19 Ngoumou ·
20 Netz ·
21 Sippel ·
22 Lainer ·
25 Hack ·
26 Ullrich ·
27 Reitz ·
28 Ranos ·
29 Scally ·
30 Elvedi ·
31 Čvančara ·
33 Nicolas ·
38 Borges Sanches ·
41 Olschowsky ·
Coach: Seoane
· Assistent-coach: Neuville
1 Kawashima ·
2 Yamane ·
3 Taniguchi ·
4 Itakura ·
5 Nagatomo ·
6 Endo ·
7 Shibasaki ·
8 Doan ·
9 Mitoma ·
10 Minamino ·
11 Kubo ·
12 Gonda ·
13 Morita ·
14 J. Ito ·
15 Kamada ·
16 Tomiyasu ·
17 Tanaka ·
18 Asano ·
19 Sakai ·
20 Machino ·
21 Ueda ·
22 Yoshida  ·
23 Schmidt ·
24 Soma ·
25 Maeda ·
26 H. Ito ·
Coach: Moriyasu